# Gorges de la Siagne
Gorges de la Siagne este o arie protejată (sit de importanță comunitară — SCI) din Franța întinsă pe o suprafață de 4.926 ha, integral pe uscat.

## Localizare
Centrul sitului Gorges de la Siagne este situat la coordonatele 43°38′46″N 6°47′25″E / 43.64611°N 6.79028°E.

## Înființare
Situl Gorges de la Siagne a fost declarat arie specială de conservare în baza directivei 92/43 din 1992 referitoare la conservarea habitatelor naturale și a faunei și florei sălbatice pentru a proteja 23 de specii de animale.

## Biodiversitate
Situată în ecoregiunea mediteraneană, aria protejată conține 23 de habitate naturale: Pajiști uscate seminaturale și facies de acoperire cu tufișuri pe substraturi calcaroase (Festuco-Brometalia) (* situri importante pentru orhidee), Pajiști uscate seminaturale și facies de acoperire cu tufișuri pe substraturi calcaroase (Festuco-Brometalia) (* situri importante pentru orhidee), Cursuri de apă de la nivel de câmpie la nivel montan, cu vegetație Ranunculion fluitantis și Callitricho-Batrachion, Pseudostepă cu ierburi și specii anuale de Thero-Brachypodietea, Păduri de Castanea sativa, Galerii de Salix alba și de Populus alba, Păduri aluvionare cu Alnus glutinosa și Fraxinus excelsior (Alno-Padion, Alnion incanae, Salicion albae), Tufișuri de Laurus nobilis, Iazuri temporare mediteraneene, Formațiuni stabile xerotermofile de Buxus sempervirens pe pante stâncoase (Berberidion p.p.), Formațiuni de Juniperus communis pe lande sau pajiști calcaroase, Matorral arborescenți cu Juniperus spp., Pajiști carstice calcaroase sau bazofile, de Alysso-Sedion albi, Izvoare petrifiante cu formare de travertin (Cratoneurion), Grohotișuri termofile și vest-mediteraneene, Pante stâncoase calcaroase cu vegetație casmofită, Păduri de fag din Europa Centrală dezvoltate pe sol calcaros cu Cephalanthero-Fagion, Păduri pe pante, grohotișuri și ravene de Tilio-Acerion, Păduri de Quercus suber, Păduri de Quercus ilex și Quercus rotundifolia, Păduri de Ilex aquifolium, Păduri de pin mediteraneene cu pini mezogeni endemici, Peșteri inaccesibile publicului.
La baza desemnării sitului se află mai multe specii protejate:
- amfibieni (1): Speleomantes strinatii
- mamifere (9): lupul (Canis lupus), liliac cu aripi lungi (Miniopterus schreibersii), liliac cu urechi mari (Myotis bechsteinii), liliac cu urechi de șoarece (Myotis blythii), liliac cu picioare lungi (Myotis capaccinii), liliac comun (Myotis myotis), liliacul mediteranean cu potcoavă (Rhinolophus euryale), liliacul mare cu potcoavă (Rhinolophus ferrumequinum), liliacul mic cu potcoavă (Rhinolophus hipposideros)
- nevertebrate (8): Austropotamobius pallipes, croitorul mare al stejarului (Cerambyx cerdo), Coenagrion mercuriale, fluturele auriu (Euphydryas aurinia), Euplagia quadripunctaria, rădașcă (Lucanus cervus), Oxygastra curtisii, Rosalia alpina
- pești (2): Barbus meridionalis, clean dungat (Telestes souffia)
- reptile (3): țestoasa de baltă (Emys orbicularis), țestoasă bănățeană (Testudo hermanni), Vipera ursinii

Pe lângă speciile protejate, pe teritoriul sitului au mai fost identificate 3 specii de plante, 1 specie de păsări, 1 specie de amfibieni, 5 specii de mamifere, 3 specii de nevertebrate, 1 specie de pești, 5 specii de reptile.